# Vera Atkins
Vera Maria Rosenberg, conocida como Vera May Atkins o Vera Atkins, y coloquialmente como La maestra, (Galați, 16 de junio de 1908 -Hastings, 24 de junio de 2000) fue una espía británica de origen rumano que ejerció durante la Segunda Guerra Mundial.

## Biografía
Atkins era hija de judíos. Su madre, Hilda Atkins, era inglesa y su padre, Max Rosenberg, alemán. En la década de 1930, Vera Atkins fue naturalizada británica, y en 1933, tras el fallecimiento de su padre, emigró junto a su madre a Londres. Estudió en Lausana y Londres, y se graduó en Lenguas Modernas en la Sorbona de París. La reclutó como espía el canadiense William Stephenson en París, que fue el mismo que inspiró a Ian Fleming para crear la figura de James Bond.
En 1940, al inicio de la Segunda Guerra Mundial, Atkins huyó a Londres. Allí, su primera misión fue intentar descifrar los códigos Enigma de Alemania. Formó parte de Dirección de Operaciones Especiales británica reclutando y entrenando espías como la estadounidense Virginia Hall, y organizando células para su sección F (de Francia). Aunque el jefe de la sección F era Maurice Buckmaster, muchos consideraban a Atkins el cerebro tras él. Fue la jefa de las mujeres espías que se lanzaron en paracaídas durante la guerra para coordinar a la resistencia. Tras la guerra, formó parte de la Sección Jurídica de la Comisión Británica de Crímenes de Guerra en Alemania para intentar localizar a las agentes que no regresaron de los campos de concentración.
Falleció en Hastings, Sussex, el 24 de junio de 2000 a la edad de 92 años. Se cree que Atkins pudo inspirar a Ian Fleming en la creación del personaje Miss Moneypenny en James Bond.

## Reconocimientos
Recibió la Croix de Guerre. En 1987 fue nombrada Comandante de la Legión de Honor por el gobierno de Francia. En 1997 fue nombrada comandante de la Orden del Imperio Británico por la reina Isabel II.